# David Bobée
Pour les articles homonymes, voir Bobée.
 (mars 2024).
David Bobée est un metteur en scène, scénographe, réalisateur et scénariste français né en 1978 à Mont-Saint-Aignan. Il est depuis février 2021 directeur du Théâtre du Nord à Lille.

## Parcours

### Jeunesse et formation
David Bobée est le fils de Pierre Bobée, médecin, et maire durant 36 ans de la commune d'Yvetot (Seine-Maritime) où il grandit. Durant sa formation, il étudie le cinéma et les arts du spectacle à l’université Caen-Normandie,.

### Carrière artistique
Ses premiers travaux mêlent mises en scène, performances et installations plastiques, notamment dans le cadre de festivals techno et electro.
En 1999, Bobée fonde la compagnie Rictus, avec laquelle il parcourt le monde durant une quinzaine d'années. Durant cette période, il « peaufine ses mises en scène originales », mêlant au théâtre différentes techniques et disciplines, telles la vidéo, la lumière, la danse, le cirque et la musique, en collaboration notamment avec l’auteur Ronan Chéneau. Il a également été l’assistant d’Éric Lacascade pendant une dizaine d’années et comédien danseur pour Pascal Rambert. Par ailleurs, David Bobée collabore régulièrement, en Russie, avec le metteur en scène et cinéaste Kirill Serebrennikov et au Congo avec le chorégraphe DeLaVallet Bidiefono.
À partir de 2013, il dirige le centre dramatique national de Haute-Normandie, renommé centre dramatique national de Normandie-Rouen à la suite de la réunification de la région Normandie.[source insuffisante] Il y prend ses fonctions en janvier 2014. Son projet à la tête de cette institution se veut « multisite, pluridisciplinaire, intergénérationnel et international. Du théâtre tel qu’il s’écrit aujourd’hui, dans une démarche populaire et généreuse. »
À l'été 2014, il accompagne, en tant que metteur en scène, les premiers pas au théâtre de Béatrice Dalle dans le rôle de Lucrèce Borgia, dans la pièce éponyme de Victor Hugo. Créé dans le cadre des Fêtes nocturnes du château de Grignan, le spectacle réalise, fort de son succès estival, deux années de tournée en France.
En mars 2021, il est nommé à la direction du Théâtre du Nord, centre dramatique national de Lille, Tourcoing, Hauts-de-France. La même année, il devient le directeur de l'École du Nord, école supérieure d'art dramatique.
En janvier 2023, au Théâtre du Nord, à Lille, il propose une relecture « critique » du Dom Juan de Molière, figure devenue, selon lui, « problématique » car symbole d'une « masculinité violente » révolue.

### Militantisme et prises de position
Le Figaro présente David Bobée comme un « militant […] connu pour ses engagements politiques auprès des mouvements de la gauche wokiste. » Pour Marianne, il est « un décolonialiste décomplexé ». Le metteur en scène se présente, lui, comme « un homme de gauche » animé par « un engagement politique, sociétal, humaniste ».
David Bobée a été membre du Collège de la diversité, mis en place en décembre 2015 par la ministre de la Culture, Fleur Pellerin, à la suite des Assises de la diversité, qui visaient à promouvoir la diversité dans le secteur culturel. Il a été aussi initiateur et membre — notamment avec le comédien Yann Gael, la romancière Gerty Dambury ou la chercheuse et militante « décoloniale » Françoise Vergès, — de l'association Décoloniser les arts, créée en décembre 2015 « par des artistes et des professionnels du monde de la Culture ».[réf. souhaitée] Les positions de ce groupe et de ses membres (Françoise Vergès, Eva Doumbia, Gerty Dambury, Marine Bachelot Nguyen) ou de ses soutiens (Rokhaya Diallo, Amandine Gay, Hanane Karimi) sont sujettes à des critiques du fait de leur extrémisme et de leur arrière-plan idéologique (Indigènes de la République, racialisme, discours « décolonial »),. 
Il avance que « le monde de la culture est raciste par omission. » Dénonçant plus particulièrement « le racisme du théâtre français », il soutient que « la langue ne doit pas être excluante » et défend une approche « intersectionnelle » de la diversité, et la mise en place de statistiques ethniques dans les politiques culturelles,.
En juin 2024, il présente la saison 2024-2025 « qu'il veut engagée politiquement, appelant à contrer le RN » et à voter pour le Nouveau Front populaire.

### Condamnation
En mars 2021, David Bobée est reconnu coupable d’atteinte à la présomption d'innocence et condamné à verser 6 000 euros au comédien Nâzim Boudjenah, pensionnaire de la Comédie-Française,. Ce dernier est condamné en juin 2021 à six mois de prison avec sursis pour des menaces de mort sur Marie Coquille-Chambel, une ancienne petite amie.

## Mises en scène

### Théâtre
- 1998 : En mémoire du futur, avec Antonin Ménard
- 1999 : Je t’a(b)îme[20]
- 2001 : En tête de Ronan Chéneau et Stabat Mater Furiosa de Jean-Pierre Siméon
- 2002 : Laboratoire d'imaginaire social au CDN de Normandie et à la Comédie de Caen
- 2003 : Res/Persona de Ronan Chéneau au CDN de Normandie et à la Comédie de Caen
- 2004 : Fées de Ronan Chéneau au CDN de Normandie et à la Comédie de Caen
- 2006 : Cannibales de Ronan Chéneau à l'Hippodrome, scène nationale de Douai
- 2008 : Petit Frère de Ronan Chéneau aux Subsistances de Lyon
- 2009 : Nos enfants nous font peur quand on les croise dans la rue de Ronan Chéneau au CDN de Gennevilliers
- 2009 : Gilles au Théâtre du Peuple à Bussang
- 2009 : Dedans Dehors David de Dennis Cooper au théâtre de la Cité internationale
- 2010 : Hamlet de William Shakespeare aux Subsistances de Lyon
- 2010 : Fairies au Théâtre d'art de Moscou
- 2012 : Roméo et Juliette de William Shakespeare pour la Biennale de la danse de Lyon
- 2012 : Metamorphosis de Ovide au Gogol Center de Moscou
- 2013 : Drop au Théâtre Salihara en Indonésie
- 2013 : My Brazza de Ronan Chéneau, spectacle jeune public en salle de classe. Festival Odyssée en Yvelines
- 2014 : Lucrèce Borgia de Victor Hugo, avec Béatrice Dalle, aux Fêtes nocturnes du château de Grignan[5]
- 2014 : Hamlet de William Shakespeare au Gogol Center de Moscou
- 2015 : La vie est un songe de Pedro Calderón de la Barca avec Hafiz Dahou et Aïcha M'Barek au festival des JTC de Tunis
- 2015 : Paris de Frédéric Ciriez aux Subsistances de Lyon
- 2016 : Les Lettres d'amour d'Ovide et Evelyne de la Chenelière, à l'Espace Go, Montréal
- 2016 : Les Arrivants de Ronan Chéneau au Théâtre des Deux Rives - Centre dramatique national de Normandie-Rouen
- 2016 : troisième version de Fées, au #LaboVictorHugo - Ville de Rouen[4]
- 2018 : Peer Gynt de Henrik Ibsen au Grand T à Nantes et aux Gémeaux[21]. Reprises : 2021, Théâtre du parc de la Villette ; 2022, Théâtre des Quartiers d'Ivry[22]
- 2018 : Mesdames, messieurs et le reste du monde, feuilleton théâtral consacré au genre pour le festival d'Avignon
- 2019 : Hamlet Fabrik, à l'espace culturel Yaro, Institut français du Congo Pointe-Noire
- 2019 : Les Inamovibles de Sedjro Giovanni Houansou, au Théâtre des Deux Rives / CDN de Normandie-Rouen
- 2019 : Viril avec Virginie Despentes, Béatrice Dalle, Casey et Zëro, Scènes du Golfe, Vannes
- 2019 : Elephant Man avec Béatrice Dalle et JoeyStarr, au CDN de Normandie-Rouen puis aux Folies Bergère à Paris
- 2021 : Djamil Mohamed, spectacle en salle de classe, texte de Ronan Chéneau
- 2022 : Ma couleur préférée, spectacle jeunesse, texte de Ronan Chéneau
- 2023 : Dom Juan de Molière, au Théâtre du Nord, Lille
- 2023 : Tragédie texte de Ilonah Fagotin, Jean Serge Sallh, Iris Laurent, Clément Piednoel Duval, au Théâtre du Nord, Lille

### Cirque
- 2007 : Warm de Ronan Chéneau aux Subsistances de Lyon
- 2011 : This Is The End, spectacle de sortie de la XXIIIe promotion du Centre national des arts du cirque
- 2015 : Dios Proveerá, spectacle de cirque colombien et musique baroque à La Brèche, Pôle national des arts du cirque de Cherbourg-Octeville
- 2018 : Recréation de Warm (2007) avec Béatrice Dalle, Wilmer Marquez et Edward Aleman au Théâtre des Deux Rives - Centre dramatique national de Normandie-Rouen

### Opéra
- 2016 : The Rake's Progress d’Igor Stravinsky, au Théâtre de Caen ; chef Jean Derroyer
- 2018 : La Nonne sanglante de Charles Gounod, à l'Opéra-Comique, Paris ; cheffe : Laurence Equilbey
- 2018 : Stabat Mater, avec l'ensemble Les Nouveaux Caractères de Sébastien D'Hérin et Caroline Mutel au Théâtre de la Foudre - Centre dramatique national de Normandie-Rouen
- 2019 : Louées soient-elles, de David Bobée et Corinne Meyniel, musiques extraites des Cantates, opéras et oratorios de Haendel ; direction musicale Iñaki Encina Oyón, orchestre de l'opéra de Rouen-Normandie, à la chapelle Corneille-opéra de Rouen-Normandie
- 2020 : Tannhaüser de Richard Wagner au Stadttheater de Klagenfurt, Autriche
- 2020 : Tosca de Puccini à l'opéra de Rouen, Théâtre des Arts
- 2022 : Fidelio de Beethoven à La Seine musicale, Boulogne-Billancourt ; cheffe : Laurence Equilbey
- 2022 : Tosca, Jérusalem, Israël

### Audiovisuel
- 2014 : Roméo et Juliette (avec Axe Sud pour Arte)
- 2021 : Fées (pour France 3)